# Schloss Bertholdstein
Schloss Bertholdstein befindet sich in der Ortschaft Pertlstein, Gemeinde Fehring, im Südosten der Steiermark (Österreich). Die Anlage steht auf einer Kuppe in ca. 360 m Höhe, die nach Osten, Westen und Norden abfällt.
Das Schloss Bertholdstein besitzt einen der längsten Arkadengänge in Mitteleuropa. 

## Geschichte

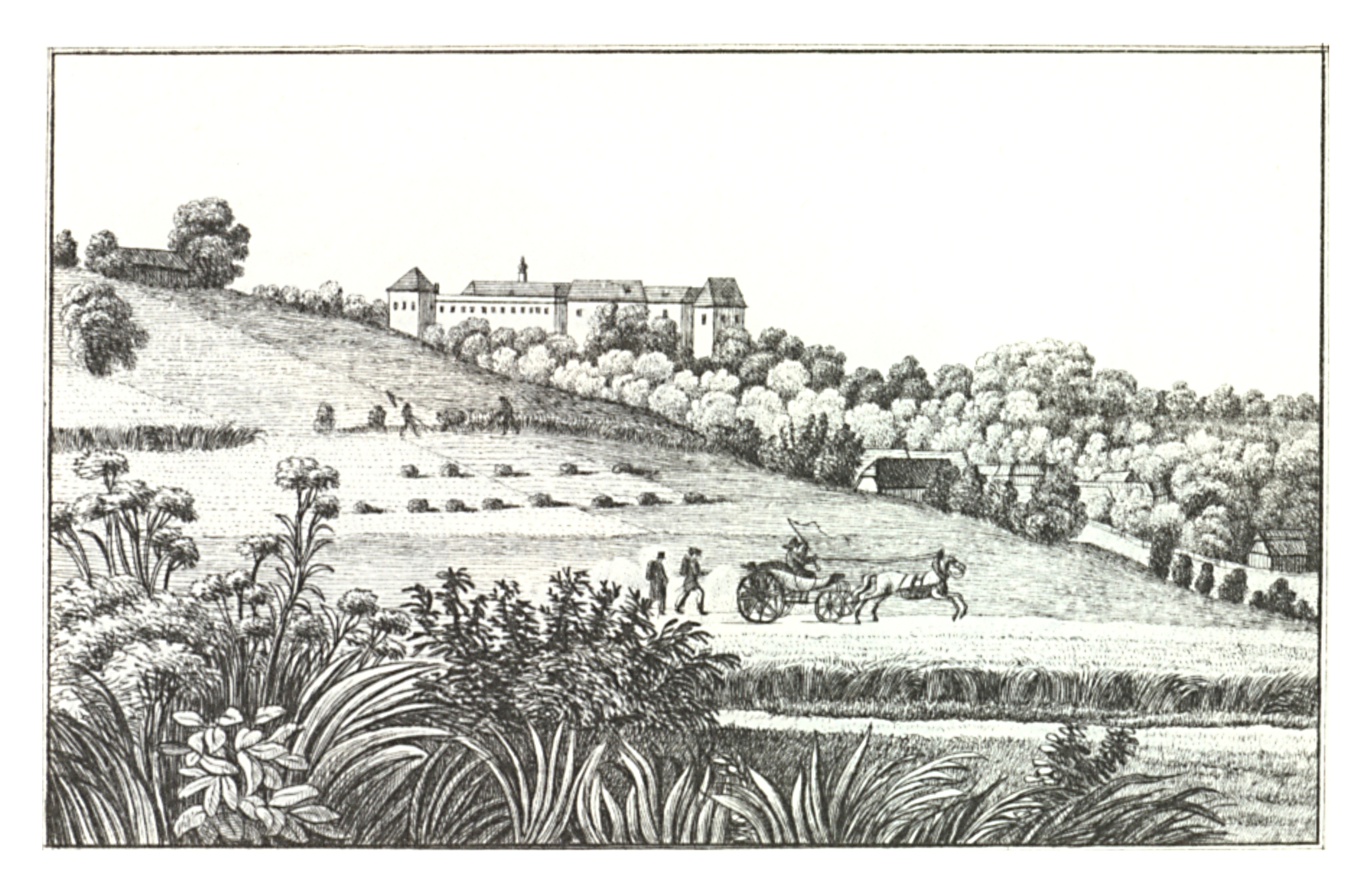
Schloss Bertholdstein um 1830,
Kuwasseg, Lith. Anstalt J.F. Kaiser, Graz

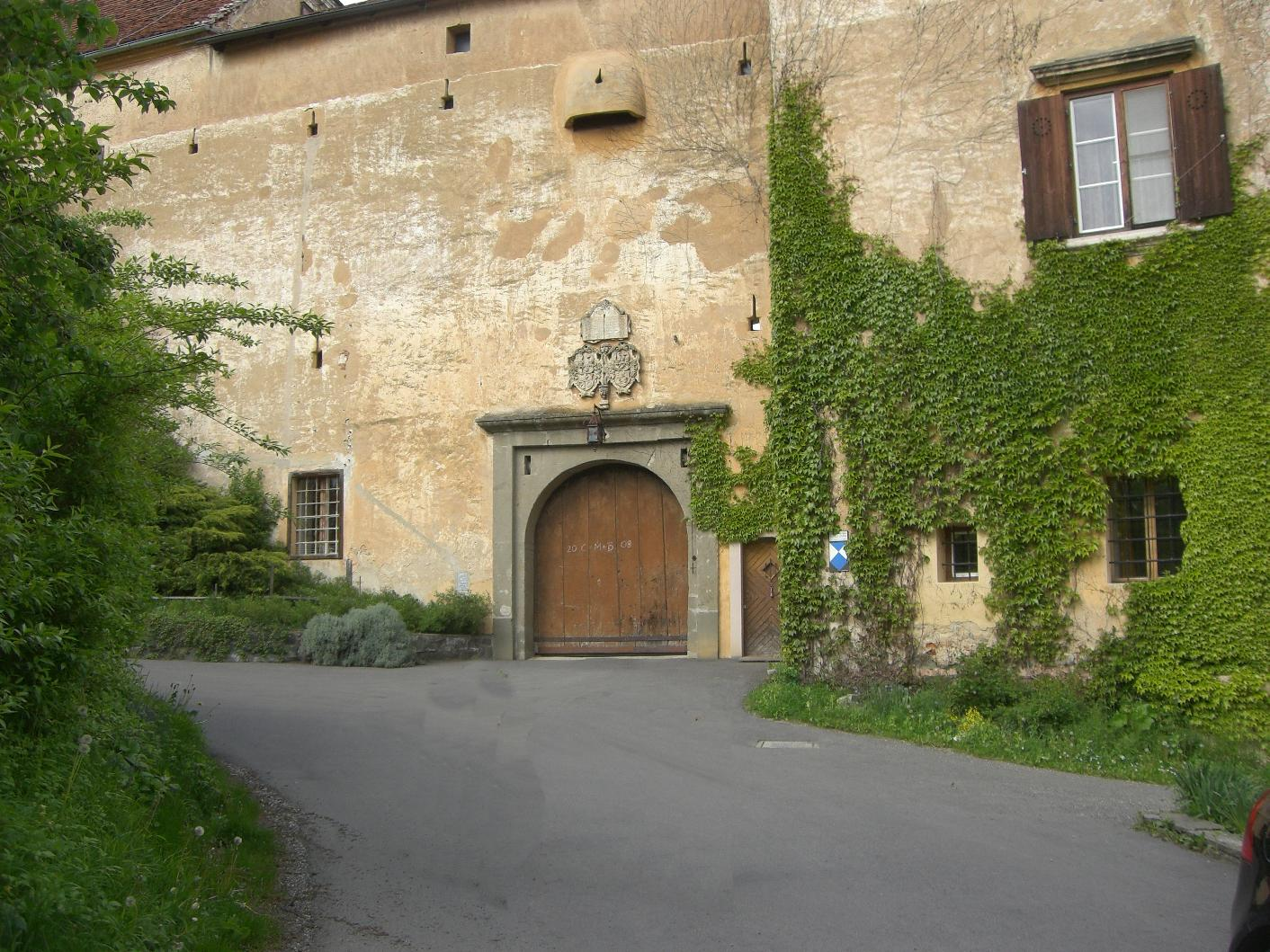
Eingang

Bertholdstein war eine der Höhenburgen, die im 12. Jahrhundert zur Sicherung des Raabtales in Richtung Osten angelegt wurden.
Bauherr war Berthold I. von Emmerberg. Er war Traungauer Ministeriale, Truchsess von Steiermark und errichtete zwischen 1170 und 1179 die Wehrburg Bertholdstein. Die Anlage steht auf einem Felsensporn in ca. 360 m Höhe, der nach Osten, Westen und Norden abfällt. Berthold lebt noch im Namen der Burg, verkürzt zu Pertlstein und im Namen des darunter liegenden Dorfes weiter.
Nach 1408 verlor das Geschlecht der Emmerberger die Besitzung, da sie sich in der Walseer Fehde gegen Herzog Ernst stellten. Ab ca. 1560 übernahmen die Nachfahren von Uhland I. von Falkenstein (Pfalz) die Burg und bauten diese aus. 
Nach mehrfachem Besitzerwechsel gelangte die Herrschaft 1578 an die Herren von Lengheim. Diese führten im 17. Jahrhundert den großzügigen Ausbau zum Schloss durch. Sie ließen den Arkadengang errichten und Wehrmauern mit starken Wehrtürmen zum Schutz gegen die Türken erbauen. Bertholdstein war bis 1798 in ihrem Besitz. Danach kam es an die Herren Heinrich Leopold und Vinzenz Fink, 1840 an Graf Thaddäus Trauttmannsdorf, und 1856 an Karl Noe von Nordberg. 1871 erwarb Graf Ladislaus Koszielski, der sich selbst Sefer Pascha nannte, das bereits vom Verfall bedrohte Gebäude. Er ließ das Schloss im romantisch-orientalischen Geschmack durchgreifend restaurieren. Er starb 1895 und wurde in der Schlosskapelle begraben.
Von 1920 bis 2008 gehörte das Schloss dem Benediktinerinnenkloster St. Gabriel und diente als Kloster und Exerzitienhaus. Im Zuge der Veränderungen in der Tschechoslowakei nach dem Ersten Weltkrieg sah sich St. Gabriel in Prag 1919 vor die Wahl gestellt, das Kloster freiwillig zu räumen oder der neuen Herrschaft zu überlassen. Man übersiedelte in das von wohlgesinnten Besitzern angebotene Schloss. Ende 2008 verließ der sehr klein gewordene Konvent unter der letzten Äbtissin Hildegard Altmann, die Burg Bertholdstein und zog nach St. Johann bei Herberstein in ein kleines neu errichtetes Kloster. Im Zusammenhang mit der Geschichte von Bertholdstein ist aus dem Kreis der Nonnen sr D. Erentrudis von Preuschen OSB hervorzuheben, die aus einer alten evangelischen Familie stammte, aus der mehrere Historiker hervorgingen. Sie trug über viele Jahre Informationen über Bertholdstein zusammen, hat aber eine Veröffentlichung ihres Buches nicht mehr erlebt. Die Historiker Franz Weinzettl, Werner Kölldorfer und Rudolf Grasmug haben ihr Manuskript überarbeitet, um es im Rahmen der Chronik „Von Bertholdstein nach Pertlstein“ zu veröffentlichen.
Seit 2010 ist die in Niederösterreich ansässige Firma Vulkanland SBV GmbH Eigentümerin und betreibt das Schloßgut für messtechnische und private Zwecke. 
Die Anlage ist nur zu besonderen Anlässen für die Öffentlichkeit zugänglich.
1968 diente Bertholdstein als Kulisse für eine Verfilmung von Franz Kafkas Roman Das Schloss.